# Dejvid Hanson
Dejvid Hanson (rođen 15. oktobra 1979. godine), je danski programer i osnivač Ruby on Rails okvira za veb razvoj, kao i Instiki viki softvera. Takođe je i partner u firmi za veb ravoj softvera Basecamp (ranije poznatu kao "37signala").
Hanson je koautor knjige Agile Web Development with Rails sa Davom Tomasom objavljene 2005. godine, kao dela serije "Aspekti Rubija".

## Spoljašnje veze
- Loud Thinking - Hansson's weblog
- 37signals
- Ruby on Rails
- Video of David Heinemeier Hansson presentation at Startup School
- David Heinemeier Hansson - The Pareto Principle and Stoic Philosophy on Developer on Fire
- David Heinemeier Hansson interview on the Inside the Net Podcast
- Martin Fowler and David Heinemeier Hansson interview on Hanselminutes Podcast